# Isagogè
 (septembre 2018).
Si vous disposez d'ouvrages ou d'articles de référence ou si vous connaissez des sites web de qualité traitant du thème abordé ici, merci de compléter l'article en donnant les références utiles à sa vérifiabilité et en les liant à la section « Notes et références ».
Ne pas confondre avec l'Epanagoge
L’Introduction aux Catégories d'Aristote (en grec ancien : Εἰσαγωγὴ εἰς τὰς Ἀριστοτέλους κατηγορίας, Isagogè eis tas Aristotelous categorias), est le titre conventionnel d'un ouvrage, plus connu sous le titre d’Isagogè, qui est une brève introduction aux Catégories d'Aristote, écrite au IIIe siècle par Porphyre. Elle fut composée en Sicile durant les années 268-270, et dédiée à Chrysaorium, selon les commentateurs anciens Ammonios, Elias et David. Traduite du grec en latin par Boèce au VIe siècle, elle fut un manuel de référence pendant des siècles pour l'étude de la logique. Cette œuvre inclut la très influente classification hiérarchique du genre et de l'espèce à partir de la substance en général jusqu'aux individus, connue sous le nom d'« arbre de Porphyre », et une introduction mentionnant le problème des universaux.
La traduction latine de Boèce devint, dans les écoles et les universités européennes du Moyen Âge, le manuel classique d'introduction à la logica vetus (ou « vieille » logique, c'est-à-dire la logique d'Aristote), ouvrant la voie aux développements philosophico-théologiques de la logique médiévale et à la querelle des universaux. Elle eut une influence semblable dans le monde arabe, à partir de la traduction d'Ibn al-Muqaffa (VIIIe siècle). On connaît d'autres traductions en latin, en syrien et en arménien, qui ont fait de cet écrit un manuel utilisé dans plus de vingt versions différentes en l'espace de douze siècles.
Plusieurs philosophes, parmi lesquels Boèce lui-même, mais aussi Averroès, Abélard et Duns Scot, ont écrit un commentaire sur ce livre. D'autres philosophes, comme Guillaume d'Ockham, en ont laissé des commentaires à l'intérieur de leur manuel de logique.

## Les traductions
La première traduction latine, aujourd'hui perdue, est due à Marius Victorinus, au IVe siècle. Boèce s'appuya largement sur elle pour sa propre traduction. La première traduction syriaque connue fut rédigée au VIIe siècle par Athanase de Balad (634-688). Il existe aussi une traduction arménienne ancienne de l'œuvre.
L’Isagogè fut traduite en arabe par Ibn al-Muqaffa à partir d'une version syriaque. Sous le nom arabisé d’Isāghūjī, elle demeura longtemps l'œuvre de référence pour l'introduction à la logique dans le monde musulman, et influença les études de théologie, de philosophie, de grammaire et de droit. Outre les adaptations et les résumés, de nombreuses œuvres de logique écrites par des philosophes musulmans furent aussi appelées Isāghūjī. Les discussions de Porphyre sur l'« accident » ont engendré de longs débats sur l'application de l'essence et de l'accident.

## Les prédicables
L’Isagogè de Porphyre décrit les cinq universaux, appelés aussi « prédicables », ou parfois quinque voces en latin. Les prédicables (du latin praedicabilis : « ce qui peut être dit, ou affirmé ») sont, dans la logique scolastique, un terme renvoyant à la classification des relations possibles par lesquelles un prédicat peut se rapporter à son sujet. La liste des prédicables donnée par les scolastiques se fonde sur la division originale en cinq faite par Porphyre d'après la liste d'Aristote dans ses Topiques (I, 4, 101 b 17-25) :
- le genre (genos),
- l'espèce (eidos),
- la différence (diaphora),
- le propre (idion),
- l'accident (sumbebekos).

Le classement scolastique, généralement adopté par les logiciens modernes, et tiré de la version de l’Isagogè de Boèce, modifiera d'ailleurs celui d'Aristote, car l'espèce (eidos) y sera remplacée par la définition (horos).

## L'arbre de Porphyre
Dans l’Isagogè, Porphyre établit une représentation hiérarchisée des êtres, qui permet de structurer les relations entre les dix catégories distinguées par Aristote. La hiérarchie qu'il donne pour la première des dix catégories (celle de substance), revêt une grande importance dans les manuels médiévaux, et reste connue sous le nom d'« arbre de Porphyre » (Arbor porphyriana). Aujourd'hui encore, la taxinomie utilise les concepts de l'arbre de Porphyre, dans la classification des organismes vivants (voir cladistique).
En suivant l'arbre de Porphyre pour classer, par exemple, le type d'être (ou de substance) qu'est Socrate, on aura : Substance (genre suprême) → Corps (genre subordonné) → Corps animé (différence) → Animal (genre proche) → Animal raisonnable (différence) → Homme (espèce) → Socrate (individu).

## Le problème des universaux
L’Isagogè est célèbre pour avoir engagé le débat médiéval sur le statut des universaux. Porphyre y écrit en effet : 
« Tout d'abord, en ce qui concerne les genres et les espèces, la question est de savoir si ce sont [I] des réalités subsistantes en elles-mêmes ou seulement [II] de simples conceptions de l'esprit, et, en admettant que ce soient des réalités substantielles, s'ils sont [Ia1] corporels ou [Ia2] incorporels, si, enfin, ils sont [Ib1] séparés ou [Ib2] ne subsistent que dans les choses sensibles et d'après elles. J'éviterai d'en parler. C'est là un problème très profond et qui exige une recherche toute différente et plus étendue. » (Isagogè, I, 9-12, trad. J. Tricot).
Bien qu'il ne mentionne plus le problème ensuite, sa formulation constitue la partie la plus influente de l'œuvre, puisque ce sont ces questions qui seront au fondement des débats médiévaux sur le statut des universaux, grâce à la traduction de Boèce. Les universaux existent-ils seulement dans l'esprit, ou aussi par eux-mêmes dans la réalité ? S'ils sont réels, sont-ils des entités physiques ou psychiques ? S'ils sont physiques, ont-ils une existence séparée des corps physiques, ou en font-ils partie ? Ces questions alimenteront le plus grand débat logique et métaphysique du Moyen Âge, qui verra s'affronter réalistes et nominalistes jusqu'à la fin du XVe siècle.